# Троїцький район (Одеська область)
Тро́їцький райо́н — колишня адміністративно-територіальна одиниця УСРР з центром у селі Троїцьке.

## Історія
Утворений 7 березня 1923 у складі Балтської округи Одеської губернії з Любашівської, Гвоздавської і Свято-Троїцької волостей. Охоплював 15 сільрад. Займав площу 0,7 тис. км².
28 листопада 1957 р. район ліквідований, його територія відійшла до Ананьївського (сільради Коханівська, Кохівська, Ново-Олександрівська, Новоселівська, Романівська і Шимківська), Любашівського (Троїцька, Мало-Василівська і Червоноярська (Червоний Яр) сільради) та Ширяївського р-нів (Миколаївська сільська рада).